# 프탈링자야 시티 FC
프탈링자야 시티 FC는 프탈링자야를 연고로 하는 말레이시아의 축구단이다. 현재 말레이시아 슈퍼리그에 참가하고 있다.